# Illit
Illit, även kallad hydromika eller hydromuskovit, är en typ av lermineral som tillhör gruppen skiktade silikater. Den är ett aluminosilikatmineral som ingår i gruppen av fältspatleror och är känt för sina karakteristiska kristallina strukturer och egenskaper.
Illit består huvudsakligen av kaliumaluminiumsilikat och är en grupp av närbesläktade icke-expanderande lermineraler. Illit är en sekundär mineralfällning och ett exempel på ett fyllosilikat eller skiktat aluminiumsilikat. Dess struktur är en 2:1 sandwich av skikt av kiseldioxidtetraeder (T) – aluminiumoxidoktaeder (O) – kiseldioxidtetraeder (T). Utrymmet mellan denna T-O-T-sekvens av lager upptas av svagt hydratiserade kaliumkatjoner som är orsak till frånvaron av svullnad. Strukturellt är illit ganska lik muskovit med något mer kisel, magnesium, järn och vatten och något mindre tetraedriskt aluminium och mellanskikt av kalium. 
Den kemiska formeln för illit är ungefär (K,H3O)(Al,Mg,Fe)2(Si,Al)4O10[(OH)2,(H2O)], vilket återspeglar dess komplexa sammansättning.

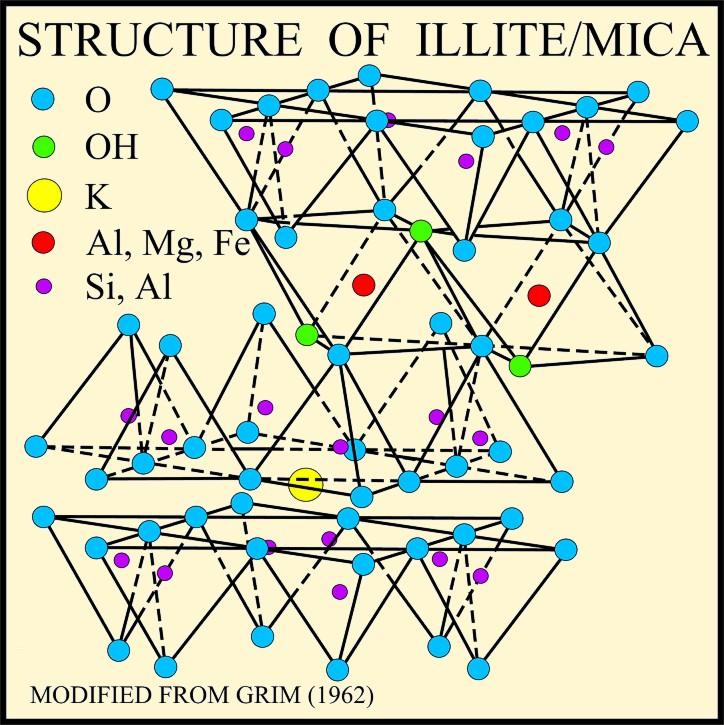
Illitstrukturen

Illit har en skiktad kristallstruktur, vilket innebär att dess molekyler är ordnade i skikt. Mellan dessa skikt finns det ofta vattenmolekyler och positivt laddade joner.
Illit kan vara vit, grå, gul eller röd beroende på föroreningar. Det har en skivig glans och en relativt mjuk struktur.
Illit är vanligt i sediment, jordar och lerhaltiga sedimentära bergarter såväl som i vissa låggradiga metamorfa bergarter. Den järnrika medlemmen av illitgruppen, glaukonit, i sediment kan särskiljas genom röntgenanalys.
Illit och andra lermineraler spelar en viktig roll i jordbildningsprocesser och påverkar markens egenskaper, såsom dess förmåga att hålla vatten och näringsämnen. De används också i olika industriella tillämpningar, inklusive keramik och olje- och gasutvinning.
Katjonbytarkapaciteten (CEC) hos illit är mindre än för smektit men högre än den för kaolinit, vanligtvis runt 20 – 30 mekv/100 g.
Illit beskrevs 1937 först som förekomster i Maquoketa-skiffern i Calhoun County, Illinois, USA. Namnet härleddes från dess typläge i Illinois.
Brammallit är en natriumrik analog. Avalit är en krombärande sort som har beskrivits från berget Avala, Belgrad, Serbien.
Zipao-'jade' är en prydnadsform av illit som visar band av rödlila och blekgulgröna. Det kan snidas in i hängen och andra prydnadsföremål.

## Kristallinitet
Kristalliniteten hos illit har använts som en indikator på metamorf kvalitet i lerbärande bergarter som metamorfoserats under förhållanden mellan diagenes och låggradig metamorfism. Med stigande temperatur tros illiten genomgå en omvandling till muskovit.